# Paul Löbe

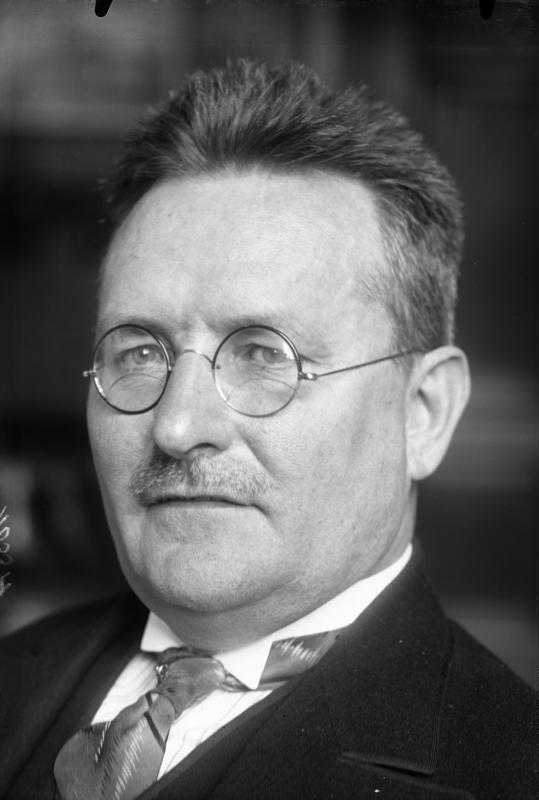
Paul Löbe (1924)

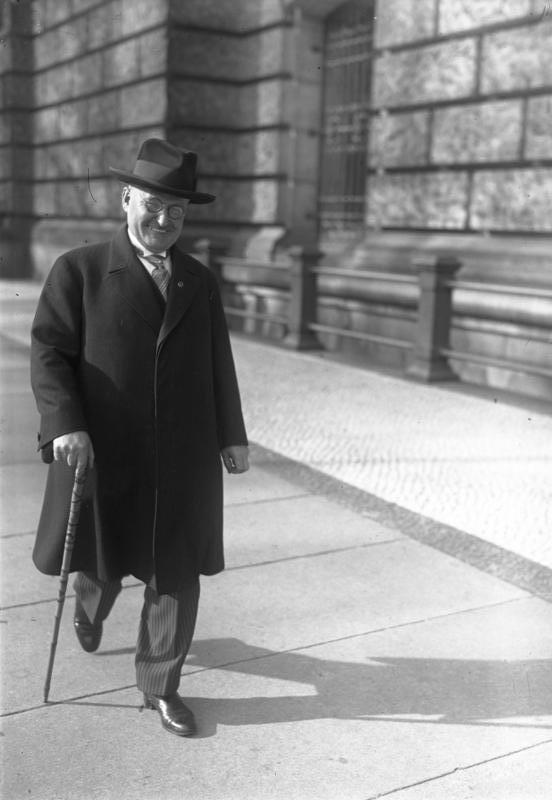
Paul Löbe, 1930 in Berlin

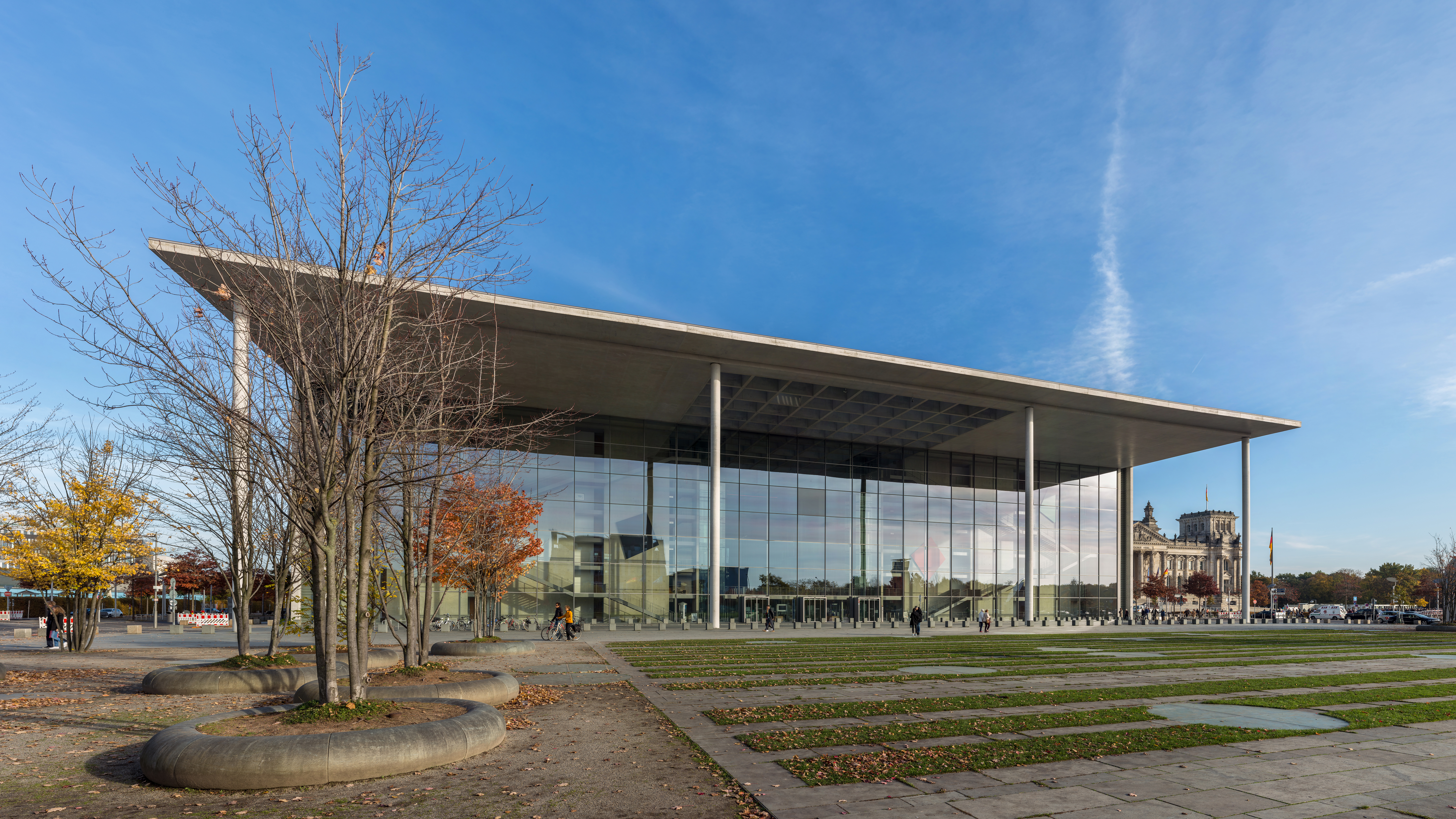
Das Paul-Löbe-Haus vom Bundeskanzleramt aus gesehen

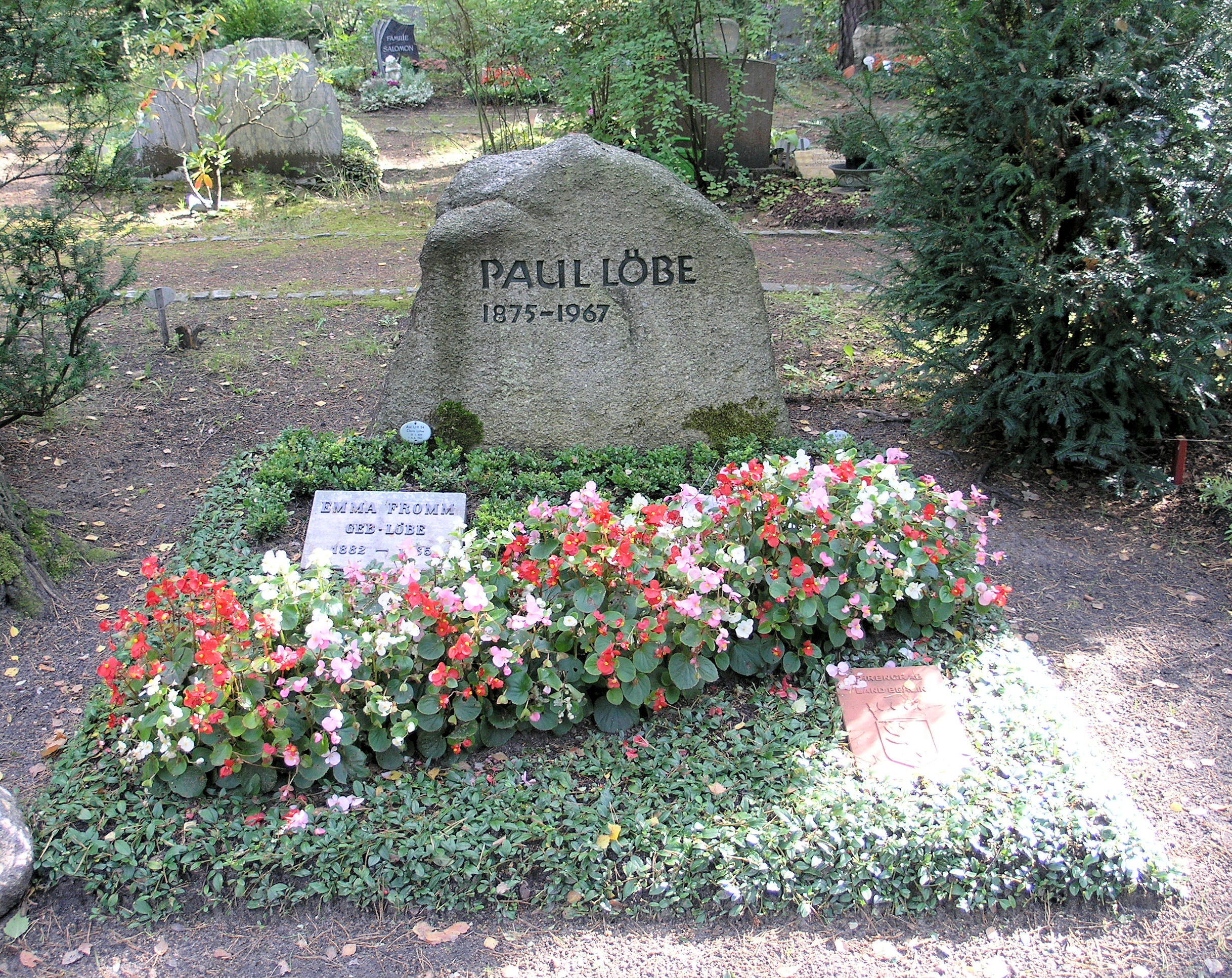
Ehrengrab Löbes, Waldfriedhof Zehlendorf Potsdamer Chaussee 75 in Berlin-Nikolassee

Paul Gustav Emil Löbe (* 14. Dezember 1875 in Liegnitz, Schlesien; † 3. August 1967 in Bonn) war ein deutscher Politiker (SPD), Mitglied des Reichstages und Reichstagspräsident sowie Mitglied des Deutschen Bundestages und Alterspräsident des Deutschen Bundestages.

## Leben und Beruf
Löbe kam als erstes von vier Kindern des Tischlers Heinrich Löbe (1843–1898) und dessen Frau Pauline geb. Leuschner (1852–1947) zur Welt. Schon als Junge trug er als Laufbursche mit dem Austragen von Zeitungen und Brötchen zum Unterhalt der Familie bei. Zwischen 1882 und 1890 besuchte er die evangelische Volksschule Dornbusch in Liegnitz und absolvierte im Anschluss von 1890 bis 1895 in der Druckerei Krumbhaar, in der unter anderem der Liegnitzer Anzeiger gedruckt wurde, eine Schriftsetzerlehre. Als solcher war er bis Dezember 1898 in einer Breslauer Druckerei tätig. Zwischendurch kam er auf Wanderschaft nach Süddeutschland, Österreich-Ungarn, Italien und in die Schweiz. Zwischen November 1891 und April 1892 veröffentlichte er unter dem Pseudonym Alu Pöbel erste Artikel in der sozialdemokratischen Breslauer Volkswacht, war ab 1899 Redakteur und von 1903 bis 1919 Chefredakteur des Blattes. Weil er als sozialdemokratischer Redakteur soziale Missstände aufgriff und gelegentlich die Obrigkeit dafür verantwortlich machte, wurde er mehrmals wegen „Majestätsbeleidigung“ oder „Aufreizung zum Klassenhass“ und anderen Gründen zu Gefängnis- oder Geldstrafen verurteilt.
Löbe verlobte sich zwischen zwei mehrmonatigen Gefängnisstrafen mit der aus Liegnitz stammenden Clara Schaller (1879–1964) und heiratete sie 1901. Aus der Ehe ging ein Sohn hervor. Am Ersten Weltkrieg nahm Löbe nicht teil, da er wegen einer Lungenkrankheit nicht eingezogen wurde.
Von 1921 bis 1933 war Löbe Vorsitzender des Österreichisch-Deutschen Volksbundes, der für den Anschluss Österreichs an das Deutsche Reich eintrat. Löbe engagierte sich mit Politikern wie Aristide Briand, Edvard Beneš, Ignaz Seipel oder Konrad Adenauer in der 1922 gegründeten Paneuropa-Union. Zeitweise war Löbe Präsident der Paneuropa-Union Deutschland.
Im Namen der SPD sprach er sich für einen Ausgleich mit Polen aus. 1927 reiste er deshalb zu Gesprächen mit polnischen Politikern nach Warschau und Lodz. Er erklärte ihnen, beide Länder sollten sich nicht länger „politisch bekämpfen“, sondern „wirtschaftlich zusammenarbeiten“. Dabei regte er Verhandlungen über strittige Grenzfragen an, als Gegenleistung könne das Deutsche Reich Handelsverträge anbieten. In Lodz, wo Löbe zu einer Jubiläumsfeier der örtlichen Sozialdemokraten eingeladen war, demonstrierten allerdings polnische Nationalisten gegen den Besuch. Auch gingen seine Gesprächspartner aus der Warschauer Führung nicht auf seine Vorschläge ein. Nach der Reise beklagte er sich über mangelnde Kompromissbereitschaft auf polnischer Seite.
Löbe gehörte zur Zeit der Weimarer Republik dem Reichsbanner Schwarz-Rot-Gold an. Am 26. April 1933 wurde Löbe in den Parteivorstand der SPD gewählt. Er stimmte im Zuge von Adolf Hitlers sog. Friedensrede vom 17. Mai 1933 der ebenfalls von Hitler vorgelegten „Friedensresolution“ zu. Am 19. Juni 1933 wurde mit führender Beteiligung Löbes die Trennung vom Prager Exilvorstand der SPD beschlossen, Löbe versprach sich Kompromisse der Hitler-Regierung davon. Ebenso wurden keine jüdischen Genossen mehr in den neuen Parteivorstand gewählt. Die Nationalsozialisten inhaftierten Paul Löbe Ende Juni 1933. Bis Anfang Juli 1933 saß er in den Berliner Gefängnissen am Alexanderplatz und in Spandau, dann bis Mitte August im KZ Breslau-Dürrgoy, danach bis Ende Dezember im Gefängnis Alexanderplatz. Nach seiner Freilassung arbeitete er beim wissenschaftlichen Verlag Walter de Gruyter. Löbe erhielt später auf Anweisung Hitlers eine Pension in Höhe von 600 RM gewährt, die bis 1945 pünktlich ausbezahlt wurde. Obwohl er Kontakte zum Goerdeler-Kreis hatte, wurde er erst nach dem Attentat vom 20. Juli 1944, im Rahmen der Aktion Gewitter, am 23. August erneut verhaftet. Im Schattenkabinett Beck/Goerdeler war Löbe für den Fall eines gelungenen Staatsstreiches als Reichstagspräsident vorgesehen, was den vernehmenden Gestapo-Beamten jedoch nicht bekannt war. Löbe wurde nach kurzer Gefängniszeit in Breslau im KZ Groß-Rosen inhaftiert, im Frühjahr 1945 wurde er entlassen.
Das Ende des Zweiten Weltkrieges erlebte er in der Grafschaft Glatz in Niederschlesien, von wo die deutschen Einwohner nach dem Ende der Kampfhandlungen vertrieben wurden. Im Sommer 1945 musste Löbe Schlesien verlassen. Er ging nach Berlin, wohnte im amerikanischen Sektor und engagierte sich in der SPD. Bis an sein Lebensende blieb Löbe in der SPD und setzte sich besonders für die Belange der Heimatvertriebenen ein.
Noch 1945 wurde er Redakteur der Tageszeitung Das Volk, später dann Lizenzträger des Telegrafs im britischen Sektor Berlins. Von 1949 bis 1951 war Löbe der Gründungspräsident des Deutschen Rates der Europäischen Bewegung. 1954 wurde er Vorsitzender des Kuratoriums Unteilbares Deutschland und blieb es bis zu seinem Tod. 
Löbe war seit dem 27. Oktober 1965 Mitglied der Charlottenburger Baugenossenschaft. Kurze Zeit später zog er mit seiner Ehefrau in eine Wohnung im Halemweg 35 in Berlin-Charlottenburg.
Löbe erhielt ein Ehrengrab der Stadt Berlin auf dem Waldfriedhof Zehlendorf. Die Grabstätte befindet sich in der Abt. III U-24.

## Partei
Löbe war seit 1895 Mitglied der SPD. Er gründete 1898 den SPD-Ortsverein von Ilmenau. 1899 wurde er Vorsitzender der SPD in Mittelschlesien. Schon 1919/1920 bemühte er sich um eine Verständigung mit dem gemäßigten Flügel der USPD, der sich 1922 der SPD wieder anschloss. Der Reichsvorstand der SPD schlug ihn nach Friedrich Eberts Tod 1925 als Kandidaten für die Reichspräsidentschaft vor. Löbe lehnte jedoch ab, weil er seinen Platz im Parlament sah. 1932/1933 war er außerdem Redakteur des Vorwärts. 1933 war er wenige Tage lang Vorsitzender eines gewählten „Direktoriums“ der Inlands-SPD, bis die Partei am 22. Juni 1933 verboten wurde. Löbe wurde verhaftet und ins KZ Breslau-Dürrgoy eingeliefert. Dort wurde er von SA-Leuten schwer misshandelt.
Nach dem Zweiten Weltkrieg beteiligte sich Löbe maßgeblich am Wiederaufbau der SPD und wurde Mitglied des Berliner Zentralausschusses der Partei. Dabei lehnte er die Zwangsvereinigung mit der KPD zur SED in der sowjetischen Besatzungszone strikt ab. Er verließ deshalb den Zentralausschuss der (Ost-)Berliner SPD und engagierte sich in der SPD der Westsektoren, die selbständig blieb. 1947 wurde er zum Vorsitzenden des Außenpolitischen Ausschusses der SPD ernannt.

## Abgeordneter
Von 1904 bis 1919 war Löbe Breslauer Stadtverordneter und von 1915 bis 1920 Mitglied im Provinziallandtag von Schlesien. Im Juni 1919 wurde er Vizepräsident der Weimarer Nationalversammlung, von 1920 bis 1933 war er Mitglied des Reichstags. Von 1920 bis 1924 (1. Wahlperiode) und von 1925 bis 1932 (3.–5. Wahlperiode) war er auch Reichstagspräsident, danach von 1932 bis 1933 Vizepräsident (7. Wahlperiode). 1921 wurde er Mitglied des Preußischen Staatsrates.
In seiner Amtsführung als Reichstagspräsident sah sich Löbe besonders ab Oktober 1930 (5. Wahlperiode) in den Reichstagssitzungen zunehmend mit Tumulten und Störungen konfrontiert, die meist von den Fraktionen der NSDAP und KPD ausgingen. Löbe begegnete dieser Herausforderung mit einer Mischung aus Geduld und Strenge bezüglich Ordnungsmaßnahmen gegen einzelne Abgeordnete.
Mit der fortschreitenden Rundfunktechnik stellte sich mehr und mehr die Frage, inwieweit Reichstagssitzungen im Radio gesendet werden sollten. In seiner Rundfunkansprache vom 12. Juni 1930 setzte sich Löbe für eine zeitversetzte „gelegentliche Übertragung besonders wichtiger Sitzungen“ ein, bei denen alle Fraktionssprecher in etwa gleich lang auftreten sollten. Der Ältestenrat des Reichstags sprach sich jedoch mehrheitlich dagegen aus.
Knapp zwei Wochen nach dem Regierungsantritt der Nationalsozialisten wurde Löbe am 14. Februar 1933 Opfer eines nationalsozialistischen Übergriffs im Reichstag: Als er eine Sitzung des Ausschusses des Reichstags zur Wahrung der Rechte der Volksvertretung, dem er als Vorsitzender vorstand, eröffnen wollte, der nach der Auflösung des Reichstags am 1. Februar 1933 im Sinne des Gedankens der Gewaltenteilung anstelle des aufgelösten Parlaments als Gegengewicht zur Reichsregierung fungieren sollte, wurde er von dem nationalsozialistischen Abgeordneten Hans Frank gewaltsam von seinem Platz als Ausschussvorsitzender weggestoßen und beschimpft: Frank reklamierte den Vorsitz des Ausschusses für sich selbst, wobei er darauf hinwies, dass eine "neue Zeit" angebrochen sei. Löbe und fast alle nicht-nationalsozialistischen Abgeordneten verließen daraufhin den Sitzungssaal unter anhaltenden Beschimpfungen durch die dem Ausschuss angehörenden nationalsozialistischen Abgeordneten.
Löbe war 1948/1949 Mitglied, allerdings als nicht stimmberechtigter West-Berliner Abgeordneter, im Parlamentarischen Rat und dort stellvertretender Vorsitzender der SPD-Fraktion. Von 1949 bis 1953 war Löbe schließlich auch Mitglied des Deutschen Bundestages, wobei er als aus Berlin stammender Abgeordneter wegen der alliierten Vorbehalte nicht vom Volk gewählt werden konnte, sondern vom Abgeordnetenhaus West-Berlins als nicht stimmberechtigter Abgeordneter nach Bonn delegiert wurde. Er war der älteste Parlamentarier und damit der Alterspräsident des ersten Deutschen Bundestages; an zweiter Stelle stand der drei Wochen jüngere Konrad Adenauer, den er um dreieinhalb Monate überlebte. In seiner Eröffnungsrede appellierte Löbe an seine Landsleute, sich für ein geeintes „freiheitliches Deutschland“ einzusetzen, „das Glied in einem geeinten Europa sein will“. Als er allerdings im Blick auf die NS-Zeit von einem „Riesenmaß an Schuld“ sprach, wurde er mehrmals durch Zwischenrufe unterbrochen.

## Ehrungen

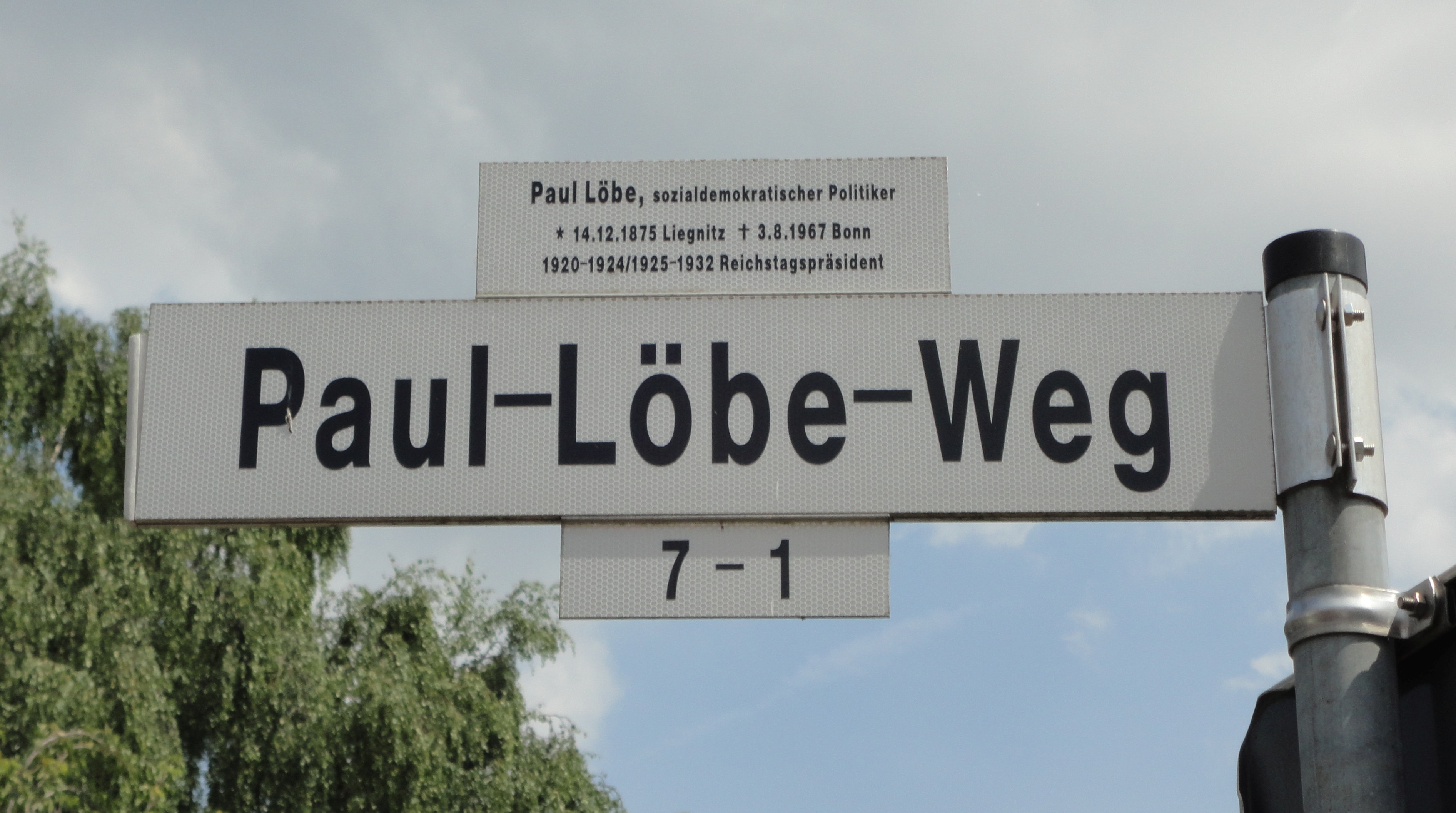
Göttingen-Weende, Paul-Löbe-Weg

Löbe wurde 1951 mit dem Großkreuz des Verdienstordens der Bundesrepublik Deutschland ausgezeichnet. Am 14. Dezember 1955 erhielt er die Ehrenbürgerwürde der Stadt Berlin. Er war Ehrenmitglied der Freien Universität Berlin. Außerdem war er Träger der Ehrenplakette des Bundes der Vertriebenen. 1960 verlieh ihm der Berliner Senat die Ernst-Reuter-Plakette. Am 9. Juni 1961 wurde er in Hannover als erster mit dem Schlesierschild der Landsmannschaft Schlesien geehrt.
Nach Löbes Tod wurde am 9. August 1967 zu seinen Ehren ein Staatsakt im Rathaus Schöneberg abgehalten. Der Sarg war bedeckt mit der Flagge der Bundesrepublik im Vestibül des Rathauses aufgebahrt, wo sich auch die Trauergäste versammelt hatten. Zu ihnen gehörten neben der Familie auch unter vielen der Vertreter des Bundespräsidenten, Bundesratspräsident Helmut Lemke. In ihren Reden lobten Bundestagspräsident Eugen Gerstenmaier, Bundeskanzler Kiesinger, der Regierende Bürgermeister Heinrich Albertz und der SPD-Vorsitzende Willy Brandt das Wirken Paul Löbes. Zur gleichen Zeit veranstalteten Politaktivisten der Kommune I ein „satirisches Begräbnis“ auf dem John-F.-Kennedy-Platz.
Nach der Wiedervereinigung Deutschlands und der Wahl Berlins zur Hauptstadt, wurden mit dem Regierungsviertel auch Gebäude für den Bundestag und seine Arbeit neu erbaut. Dabei wurden wichtige Orte nach Paul Löbe benannt. Direkt nördlich vom Bundestag befindet sich auf der anderen Seite der Paul-Löbe-Allee das wichtigste Funktionsgebäude für das Parlament, das Paul-Löbe-Haus. Das Haus enthält 1700 Räume. Darunter sind 275 Abgeordnetenbüros, Säle für Untersuchungsausschüsse und deren Sekretariate und Versammlungsräume. Es gibt eine Paul-Löbe-Schule, eine Integrierte Sekundarschule in Berlin-Reinickendorf. In vielen Städten und Gemeinden sind Straßen nach Paul Löbe benannt (siehe Paul Löbe als Namensgeber von Straßen).

## Veröffentlichungen
- Die sozialistische Partei Brasiliens. In: Die Neue Zeit. Wochenschrift der deutschen Sozialdemokratie. 20 Jg. (1901–1902), 2. Band (1902), Heft 17=43, S. 524–530. Digitalisat FES
- Volksbildungsversuche durch Arbeitervereine in Schlesien. In: Socialistische Monatshefte. 6=8. Jg. (1902), Heft 10, S. 796–799. Digitalisat FES
- Zur Reform der preußischen Landesorganisation. In: Sozialistische Monatshefte. 13=15 Jg. (1909), Heft 261, S. 1671–1676. Digitalisat FES
- Paul Löbe, Hermann Neubacher: Die Österreichisch-deutsche Anschlußbewegung. Unikum Verlag, Wurzen Bezirk Leipzig 1921. (=Unikum-Sonderdruck Nr. 21)
- Das Reichsbanner Schwarz Rot Gold. Beiträge von Paul Löbe u. a. Einkaufszentrale des Reichsbanners, Magdeburg 1924. Digitalisat FES
- Eine Fanfare nach der Wahlschlacht. Rede des Reichstagsabgeordneten Löbe, geh. am 5. Juni 1924 im Deutschen Reichstag. Hrsg. vom Parteivorstand der Vereinigten SPD. Vorwärts, Berlin 1924.
- Der Aufbruch. Republikanische Flugschriften. Begründet von der Republikanischen Arbeitsgemeinschaft Ludwig Haas, Paul Löbe, Josef Wirth. Hrsg.: Josef Wirth. Verlag der Republikanischen Union, Frankfurt am Main 1926.
- Sozialdemokratische Verwaltungsarbeit in Schlesien. Ein Sammelband. Hrsg. von Ernst Hamburger. Mit einem Geleitwort von Paul Löbe. Volkswacht-Buchdruckerei, Breslau 1928.
- Friedrich Ebert und seine Zeit. Ein Gedenkwerk über den ersten Präsidenten der Deutschen Republik. (Einführung von Paul Löbe). Dr. Wilhelm Glass & Co., Stuttgart 1928.
- Arthur Hoßbach: Die Verkehrsbedeutung des Großschifffahrtsweges Rhein-Main-Donau für die großdeutsche Wirtschaft. Mit einem Geleitwort von Paul Löbe. Heim ins Reich
- Zum hundertsten Geburtstage von Carl Schurz. Festreden bei Gelegenheit der Feier im Reichstage zu Berlin am 3. März 1929. Hrsg. von d.er Vereinigung Carl Schurz., Sieben Stäbe-Verlags- und Druckereigesellschaft Berlin, Berlin 1929. (=Der Austausch Heft 3)
- Der deutsche Reichstag. Eine kurze Einführung in seine Arbeit und seine Organisation. Hrsg. von Paul Löbe. eichszentrale für Heimatdienst, Berlin 1929.
- Die Anschlußfrage in ihrer kulturellen, politischen und wirtschaftlichen Bedeutung. Hrsg. von Friedrich F. G. Kleinwaechter, Heinz von Paller, Alfred Gürtler. W. Braumüller Universitäts Verlag, Wien 1930.
- Der Drache Marxismus. Hrsg. Sozialdemokrat. Partei Deutschlands. Verlags Gesellschaft Liegnitzer Volkszeitung, Liegnitz 1930.
- Sozialismus Ja oder Nein? Darstellung unserer Kampfziele. J. H. W. Dietz Nachf., Berlin 1932.
- Erinnerungen eines Reichstagspräsidenten. Arani, Berlin-Grunewald 1949.
  - Der Weg war lang. Lebenserinnerungen. 2., veränd. u. erw. Aufl. arani-Verlags-Gesellschaft, Berlin-Grunewald 1954.
- Gegenwartsfragen des Parlamentarismus. In: Für und Wider. Lebensfragen deutscher Politik. Offenbach am Main 1952, S. 39–48.
- Aus dem Parlamentarischen Leben. In: Hessische Hochschulwochen für Staatswissenschaftliche Fortbildung. Band 3, 1953, S. 312–318.
- Reichstag und Bundestag. Edition eines wiederentdeckten Vortrags von Paul Löbe aus dem Jahre 1951, eingeleitet und hrsg. von Michael F. Feldkamp, in: Zeitschrift für Parlamentsfragen. Band 38, 2007, S. 376–400.